# Jarobi White
Jarobi White, né le 1er juillet 1971, est un rappeur américain, et l'un des membres du groupe A Tribe Called Quest jusqu'à la sortie de leur premier album. Au début des années 2010, Jarobi forme evitaN avec le rappeur Dres des Native Tongues anciennement Black Sheep. Leur premier album Speed of Life est publié en octobre 2012.

## Biographie
C'est à la fin des années 1980 que Jarobi White rejoint le célèbre groupe de hip-hop A Tribe Called Quest. À défaut de chanter, il contribue aux paroles des chansons qui ont fait le succès du groupe telles que I Left My Wallet in El Segundo, Push It Along, Can I Kick It et Youthful Expression. Il quitte le groupe dès leur premier album pour terminer ses études culinaires.
En 2006, White se joint A Tribe Called Quest au festival Bumbershoot. Il est également le manager du rappeur Head-Roc, originaire de Washington D.C.. Le 9 juin 2015, il lance un événement affilié à son mouvement Eats, Rhymes, and Life intitulé Tribe Taco Tuesdays au Bed-Vyne Cocktail, dans le quartier de Bedford Stuyvesant, à Brooklyn.

## Discographie
- 1990 : People's Instinctive Travels and the Paths of Rhythm  (avec A Tribe Called Quest)
- 2012 : Speed of Life (avec Dres sous le nom d'Evitan)
- 2016 : We Got It from Here... Thank You 4 Your Service (avec A Tribe Called Quest)

## Filmographie
- 2011 : Beats, Rhymes & Life: The Travels of a Tribe Called Quest[5]